# Stanny Tuyteleers
Stanny Tuyteleers (Lint, 14 juni 1952) is een Belgisch politicus voor CVP / CD&V. Hij was burgemeester van Lint.

## Levensloop
Tuyteleers doorliep zijn secundaire school aan het Vrij Technisch Instituut te Lier, alwaar hij afstudeerde in 1969. Hierop aansluitend ging hij aan de slag als technieker bij Avaya, een bedrijf gespecialiseerd in telecommunicatie.
In 1999 werd Tuyteleers politiek actief bij de CVP en bij de lokale verkiezingen van 2000 werd hij een eerste maal verkozen als gemeenteraadslid. In 2005 werd hij schepen. Na de lokale verkiezingen van 2006 - hij behaalde 556 voorkeurstemmen - werd hij aangesteld als burgemeester van een coalitie van CD&V, N-VA en Open Vld. Hij volgde Nicole Muyshondt op in deze functie. Bij de lokale verkiezingen van 2012 behaalde hij 868 voorkeurstemmen. Hij werd opgevolgd als burgemeester door Harry Debrabandere (N-VA).
Na de gemeenteraadsverkiezingen van 2018 werd Tuyteleers opnieuw schepen van Lint.
Daarnaast is hij actief in zowel het sport- als verenigingsleven. Zo is hij volleyballer, trainer en bestuurslid bij Volley Lint en voetballer en bestuurslid bij FC De Molen. Tevens was hij jarenlang groepsleider bij de Katholieke Landelijke Jeugd (KLJ) en is hij 20 jaar actief als volwassen begeleider bij de Chiromeisjes.